# Claude Geoffroy le Jeune
 (décembre 2023).
Si vous disposez d'ouvrages ou d'articles de référence ou si vous connaissez des sites web de qualité traitant du thème abordé ici, merci de compléter l'article en donnant les références utiles à sa vérifiabilité et en les liant à la section « Notes et références ».
Claude-François Geoffroy (Paris, 1729-1753), dit le Jeune,  est un apothicaire et chimiste français.  On lui attribue la découverte du bismuth.

## Biographie
Claude-François Geoffroy est le fils aîné de Claude Joseph Geoffroy et de Marie Denis, fille de François Denis, seigneur de Suisnes, et nièce de Jean Hellot. Il fait des études classiques, puis entreprend l’apprentissage de la pharmacie avec son père, académicien comme Hellot.
Il est enregistré en 1747 au bureau de la compagnie des maîtres apothicaires, et il est reçu à la maîtrise en mai 1748. Il succède alors à son père dans l’officine familiale et dans les fonctions d’inspecteur de la pharmacie de l’Hôtel-Dieu. 
En vue de sa candidature à l’Académie royale des sciences, il lit un mémoire sur le bismuth. Il rédige ensuite trois notes sur l’analyse chimique de ce métal. Il est élu dans la section de chimie le 29 juillet 1752. 
En mars 1753, il présente à l'Académie une synthèse des notes précédentes intitulée Analyse chimique du bismuth de laquelle il résulte une analogie entre le plomb et ce semi-métal. Dans ce mémoire, il annonce des recherches ultérieures que sa mort prématurée l’empêche de mener à bien.